# Alfred Janke
Alfred Janke (* 24. Juli 1928) ist ein ehemaliger deutscher Fußballspieler, der 1959 und 1960 für die BSG Chemie Zeitz in der DDR-Oberliga, der höchsten Spielklasse im DDR-Fußball, aktiv war.

## Sportliche Laufbahn
Für die Betriebssportgemeinschaft (BSG) Chemie Zeitz bestritt Alfred Janke während der Saison 1952/53 in der zweitklassigen DDR-Liga seine ersten sieben Punktspiele, in denen er bereits seine ersten drei Tore erzielte. 1953/54 war er mit 25 Einsätzen bei 26 Ligaspielen Stammspieler der Zeitzer und kam auf sieben Tore. Die meisten Tore seiner Karriere im höherklassigen Fußball schoss er in der Spielzeit 1954/55 mit neun Treffern in 24 Punktspielen. 1956 wurde der DDR-Fußball auf den Kalenderjahr-Rhythmus umgestellt, und diesmal wurde Janke in den 26 Punktspielen nur 15-mal eingesetzt, er blieb ohne Torerfolg. Einmalig in seiner DDR-Liga-Zeit bestritt er 1957 alle 26 Meisterschaftsspiele. In der Spielzeit 1958 gelang Chemie Zeitz der Aufstieg in die DDR-Oberliga. Drei Spieltage vor dem Saisonende erlitt Janke einen Oberschenkelbruch, trug aber mit 22 Einsätzen und vier Toren als Mittelfeldspieler zum Erfolg bei. Von seiner Verletzung konnte er sich aber nie wieder richtig erholen. Daher kam er in den beiden Oberligaspielzeiten der Zeitzer insgesamt nur auf vier Einsätze. Nach der Saison 1960 trat Alfred Janke vom Spitzenfußball zurück. In seinen acht Spielzeiten zwischen 1952 und 1960 war er auf 123 DDR-Liga- und Oberligaspiele gekommen und erzielte 26 Tore.